# Impressive Instant
„Impressive Instant” este un cântec al cântăreței americane Madonna, de pe albumul acesteia, Music. Piesa a fost lansatǎ doar ca single promo, în cluburi; a fost scrisǎ de Madonna și Mirwais Ahmadzai, care s-au inspirat din cântecul lui Mirwais, „Naive Song”, de pe albumul său, Production.
„Impressive Instant” a stat pe locul întâi în topul Billboard Hot Dance Music/Club Play timp de douǎ sǎptǎmâni, devenind cel de-al douăzeci și șaptelea single al Madonnei care atinge aceastǎ poziție în top.

## Clasamente
| Clasament (2001)                       | Poziția maximǎ |
| -------------------------------------- | -------------- |
| S.U.A. Billboard Dance Music/Club Play | 1              |
| Africa de Sud                          | 4              |